# Rachipteron
Rachipteron is een geslacht van weekdieren uit de klasse van de Gastropoda (slakken).

## Soort
- Rachipteron philopelum F. G. Thompson, 1964